# Scaphiopus hurterii
Espèce
Statut de conservation UICN

 LC  : Préoccupation mineure
Scaphiopus hurterii est une espèce d'amphibiens de la famille des Scaphiopodidae.

## Répartition
Cette espèce est endémique des États-Unis. Elle se rencontre :
- dans le centre et l'Est de l'Oklahoma ;
- dans le centre et l'Ouest de l'Arkansas ;
- dans le Sud et l'Est du Texas ;
- dans le nord-ouest de la Louisiane.

## Étymologie
Cette espèce est nommée en l'honneur de Julius Hurter.

## Publication originale
- Strecker, 1910 : Description of a new solitary spadefoot (Scaphiopus hurterii) from Texas, with other herpetological novelties. Proceedings of the Biological Society of Washington, vol. 23, p. 115-122 (texte intégral).